# Gender mainstreaming
Gender mainstreaming – strategia polityczna na rzecz równego traktowania kobiet i mężczyzn. Polega na włączeniu zasady równości szans kobiet i mężczyzn w główny nurt polityki.
Zgodnie z definicją Rady Europy gender mainstreaming polega na (re)organizacji, poprawie, rozwoju i ewaluacji procesów decyzyjnych po to, aby umożliwić osobom obojga płci biorącym udział w życiu politycznym równoważne spojrzenie na kobiety i mężczyzn we wszystkich dziedzinach i na wszystkich płaszczyznach.

## Cel
Celem gender mainstreaming jest transformacja struktur społecznych i instytucjonalnych tak, aby zapewniały one równe traktowanie wszystkich, jak też równy dostęp do praw oraz instytucji, w tym pełne wykorzystanie ich potencjału intelektualnego i zawodowego, które przyczyni się do budowania społeczeństwa i gospodarki opartych na wiedzy.

## Prawo międzynarodowe i krajowe
Gender mainstreaming został uznany za oficjalny element polityki równościowej ONZ w 1995 roku, na Światowej Konferencji na rzecz Kobiet. Strategia gender mainstreaming stała się wiążąca dla państw członkowskich Unii Europejskiej w 1997 roku - została wpisana do artykułu 2 i 3 Traktatu Amsterdamskiego. Artykuły te stwierdzają, że Unia zobowiązuje się do zapewnienia równości kobiet i mężczyzn, walki z dyskryminacją i włączania tematyki równości płci do różnych obszarów działalności wspólnoty. W marcu 2010 roku Komisja Europejska włączyła problematykę równości płci do Strategii dla Europy 2020.
W Polsce za realizacje zadań rządu w kwestii zapewnienia równości kobiet i mężczyzn odpowiada Pełnomocnik Rządu do spraw Równego Statusu Kobiet i Mężczyzn.

## Wymogi i zasady strategii gender mainstreaming
Według Lombardo (2005) i Charleswortha (2005) można wyróżnić kilka wymogów i zasad, których występowanie pozwala na nazwanie danej polityki zgodnej ze strategią gender mainstreaming:

### Szerszy koncept równości płci
Ten wymóg odwołuje się do całościowego podejścia do genderowych praktyk politycznych w celu zmierzenia się ze współoddziałującymi problemami, które powodują nierówność pomiędzy płciami we wszystkich obszarach życia (praca, polityka, seksualność, kultura, przemoc mężczyzn wobec kobiet).

### Włączenie perspektywy gender w główny nurt politycznej agendy
Odniesienia do kwestii genderowych powinny występować we wszystkich dziedzinach politycznych. Musi istnieć dowód na zmianę celów polityki głównego nurtu poprzez przemyślenie na nowo i przeformułowanie celów, środków oraz działań z perspektywy gender. Odpowiedzialność za przekładanie idei gender mainstreaming na praktyczne działania jest systemowa i spoczywa na najwyższych szczeblach władzy. Odpowiadanie za rezultaty gender mainstreaming powinno być ciągle monitorowane.

### Włączenie i uczestnictwo kobiet w politycznym procesie decyzyjnym
Gender mainstreaming wymaga równej reprezentacji kobiet i mężczyzn w instytucjach decyzyjnych. Należy dołożyć wszelkich starań, by zwiększyć w nich udział kobiet.

### Priorytetyzacja celów związanych z równością płci i wskazanie praktyk politycznych mających znaczenie dla poprawy statusu kobiet
Powinien istnieć dowód, że równość płci i polityka zorientowanana potrzeby kobiet (np. polityka społeczna), pośród innych celów instytucjonalnych (np. zasobów ludzkich i finansowych, stosowanych środków i innych). Gender mainstreaming wymaga uwzględnienia w działaniach politycznych, programach i ustawodawstwie dotyczącym kobiet.

### Zmiana kultur instytucjonalnych i organizacyjnych
Zmiana ta zakłada trzy aspekty:
1. Proces polityczny na wszystkich szczeblach podlega reorganizacji, tak by zwykłe uczestniczki i zwykli uczestnicy wiedzieli jak włączyć do swych działań perspektywę gender oraz że umiejętność włączania tej perspektywy do działań jest normalnym wymogiem dla osób zaangażowanych politycznie[8].
2. Mechanizmy polityczne zostają zmienione tak, że występuje: a) wdrożenie współpracy organizacyjne w kwestiach związanych z gender na wszelkich szczeblach i we wszystkich dziedzinach działalności, b) używanie odpowiednich narzędzi i technik politycznych do zintegrowania zmiennej jaką jest gender do wszystkich polityk oraz ich monitoringu i ewaluacji z perspektywy gender[8]. Gender mainstreaming musi być zinstytucjonalizowany poprzez konkretne działania, mechanizmy i procesy we wszystkich departamentach danej organizacji[9].
3. Skład zespołu uczestniczącego w tworzeniu polityki ma być poszerzony tak, by miejsce w nim znalazły osoby specjalizujące się w tematyce gender oraz reprezentujące społeczeństwo obywatelskie[8].